# Nectamia fusca
Nectamia fusca és una espècie de peix pertanyent a la família dels apogònids.

## Descripció
- Pot arribar a fer 10 cm de llargària màxima.
- Aleta caudal sense vores fosques.[2][3]

## Alimentació
Es nodreix durant la nit d'invertebrats.

## Hàbitat
És un peix marí, associat als esculls i de clima subtropical (30°N-28°S) que viu entre 6 i 14 m de fondària. Els joves es refugien dins de les esponges de mar.

## Distribució geogràfica
Es troba des del mar Roig i l'Índic (llevat de les Seychelles, Txagos, Maurici, Reunió i Rodrigues) fins a Tonga, Samoa, les illes Marshall i les illes Fènix.

## Estat de conservació
Pot ésser afectat per amenaces localitzades territorialment (com ara, la pesca amb cianur, la decoloració dels coralls, invasions de determinades espècies d'estrelles de mar i la degradació del seu hàbitat a causa del turisme).

## Observacions
És inofensiu per als humans.